# Kijiji
Kijiji ("villaggio" in lingua swahili) è una rete centralizzata di comunità urbane che permette l'inserimento di piccoli annunci online, operativa in Canada e gestita dalla società norvegese Adevinta. L'azienda è stata lanciata in vari paesi del mondo nel marzo 2005, come consociata di eBay. Il sito italiano è stato definitivamente chiuso il 31 maggio 2022 ed è stato assorbito da Subito.it.

## Storia
Nel novembre 2004 eBay ha acquistato Marktplaats.nl, che offriva un servizio simile nei Paesi Bassi e che deteneva l'80% del mercato nel settore. A quel tempo Marktplaats.nl aveva filiali in Spagna, Germania, Turchia e Canada, utilizzando il marchio Intoko. Le varie Intoko a questo punto si sono fuse con i siti Kijiji di ciascuna nazione.
Nel maggio 2005 eBay ha comprato sia Gumtree, che offriva un servizio simile in Gran Bretagna, Irlanda, Australia e Nuova Zelanda, sia la compagnia spagnola Loquo. Un mese dopo ha acquisito OpusForum.org, un altro sito di piccoli annunci in Germania. Nell'agosto 2006 OpusForum si è unita con Kijiji, che è diventato il marchio ufficiale per tutte le aree di lingua tedesca.
I siti di Kijiji sono stati disponibili per molte città in Germania, Francia, Italia, Canada, Cina, India, Taiwan, Giappone e Stati Uniti.
Nel mercato italiano, il Gruppo eBay affianca a Kijiji, nel 2010, automobile.it, un portale di piccoli annunci verticale dedicato al settore automotive.
Il 26 giugno 2021, è stata completata l'acquisizione con scambio di azioni di eBay Classifieds Group, operatore dei portali di piccoli annunci del gruppo eBay, compreso Kijiji, da parte della società norvegese Adevinta.
A partire dal 31 Maggio 2022 Kijiji.it ha cessato di esistere.